# Luma (roślina)
Luma – rodzaj roślin z rodziny mirtowatych. Obejmuje tylko dwa gatunki występujące w Ameryce Południowej – w środkowej i południowej części Chile oraz w południowo-zachodniej Argentynie. Są to krzewy i drzewa rosnące w wilgotnych lasach strefy umiarkowanej.
Ze względu na obfite kwitnienie Luma apiculata jest popularną rośliną ozdobną, sadzoną w obszarach o łagodnym klimacie, w tym w Europie Zachodniej (gatunek znany jest pod dawną nazwą Myrtus luma).

## Morfologia

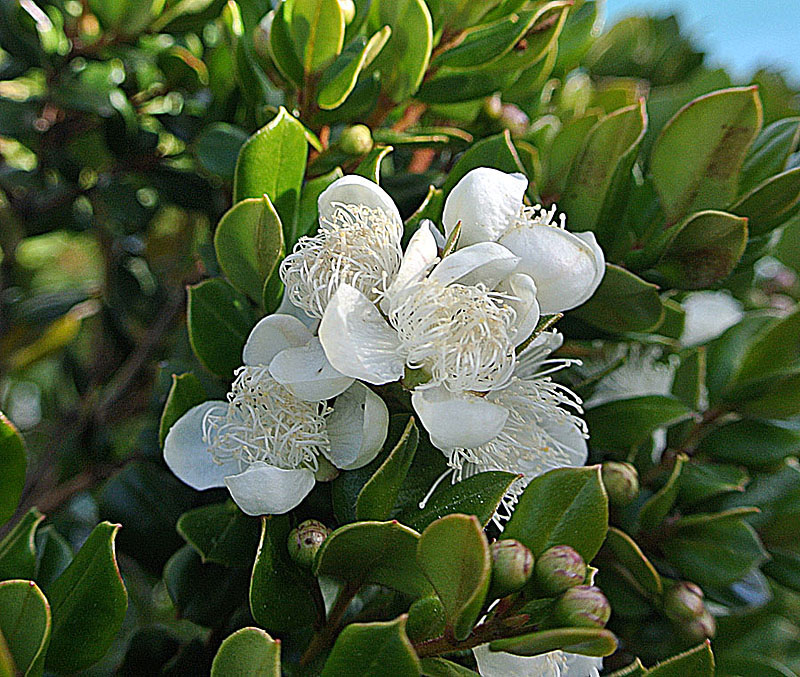
Luma apiculata

PokrójKrzewy i drzewa do 20 m wysokości, z gładką, pomarańczową korą łuszczącą się łuskowato.
LiścieNaprzeciwległe, pojedyncze, owalne do zaokrąglonych, zaostrzone, krótkoogonkowe.
KwiatyPojedyncze lub w pęczkach po dwa–trzy w kątach liści. Działki kielicha w liczbie czterech u dołu zrośnięte w rurkę, o równej długości łatkach. Płatki korony w liczbie czterech, białe, zaokrąglone. Pręciki liczne, białe. Dolna zalążnia tworzona jest przez dwa owocolistki zwieńczona jest pojedynczą szyjką słupka.
OwoceCiemnoczerwone jagody zawierające od jednego do 16 nasion.

## Systematyka
Pozycja systematyczna
Rodzaj z podrodziny Myrtoideae, rodziny mirtowatych (Myrtaceae). Należy do plemienia Myrteae, a w nim do grupy Myrceugenia, w której wspólnie z siostrzanym rodzajem Blepharocalyx tworzy parę bazalną względem Myrceugenia. Dawniej rodzaj zaliczany do szeroko ujmowanego rodzaju mirt Myrtus.
Wykaz gatunków
- Luma apiculata (DC.) Burret
- Luma chequen (Molina) A.Gray